# Красный отряд
«Кра́сный отря́д» (пушту سره کیتا‎; урду سرخ یونٹ‎), также упоминается как «кра́сная гру́ппа» или «крова́вый отря́д» — элитное подразделение афганских талибов, предназначенное для осуществления диверсионных и террористических атак против афганских правительственных сил и войск НАТО. Широкую известность получило в 2016 году. Характеризуется как наиболее боеспособное и опасное формирование «Талибана».

## Командная структура
Отряд качественно отличается от прочих подразделений талибов, в первую очередь тактикой, вооружением и командной структурой, делая упор на тщательную проверку и выучку новобранцев. Согласно оценкам американских военных аналитиков его численность варьируется от нескольких сотен до тысячи боевиков. Члены отряда обязаны выражать лояльность не к отдельным кланам или деревням, как это делают другие талибы, а непосредственно руководству движения. Набор и подготовка боевиков производится в лагерях беженцев вдоль афгано-пакистанской границы. Одной из наиболее известных тренировочных баз отряда стал так называемый «Военный корпус Тарика бин Зиада», расположенный в горах провинции Пактика.
Несмотря на то, что в СМИ отряд упоминается как «талибский спецназ», подразделение вероятно и не выполняло спецопераций в привычном понимании этого слова, а вместо этого использовалось талибами в качестве штурмовых отрядов или сил быстрого реагирования на манер «ингимаси» ИГИЛ. В задачи отряда входят: захват стратегически важных районов, прорыв осады регулярных сил талибов, взятие тюрем и охрана высокопоставленных членов движения. Боевики совершают нападения на удаленные блокпосты, подрывают оборонительную инфраструктуру, а затем стремительно отступают прежде, чем противник успевает отреагировать. Подразделение наиболее эффективно в ночном бою; по некоторым оценкам его члены зачастую обучены и экипированы лучше, чем многие солдаты правительственной армии, но все же уступают силам НАТО.
За время существования отряда его командный состав неоднократно менялся. Его руководители гибли один за другим в результате операций правительственных спецслужб и сил НАТО, однако отряд продолжал свою деятельность. По данным издания «Милитари таймс» за 2016 год первым известным командиром подразделения был Хаджи Насарв. В 2017 году по данным «Би-би-си» отряд возглавлял мулла Таки. По данным афганской разведки в ноябре 2017 года он был убит в ходе операции сил НАТО. Его преемником стал мулла Шах Вали, известный под псевдонимом «Хаджи Насир», однако и он был убит в декабре 2017 года. Его советник, Абдул Вадуд, в марте 2018 года попал в плен к афганским военным. По состоянию на 2020 год одним из наиболее видных командиров подразделения был Аммар ибн Яссер. В ноябре 2020 года в результате авиаудара в районе Над Али в провинции Гильменд был ликвидирован командир «Красного отряда» Абдул Рахман, а вместе с ним еще семеро боевиков «Талибана».

## Вооружение
Как и регулярные силы талибов «Красный отряд» вооружен легким стрелковым вооружением, гранатометами и пулеметами. Подразделение оснащено самым современным по меркам «Талибана» вооружением, включая 82-миллиметровые неуправляемые ракеты, приборы ночного видения, лазерные устройства наведения, крупнокалиберные пулеметы и карабины М4. Боевики отряда были замечены с портативными УКВ радиостанциями Icom IC-V8. Также известно, что в распоряжении боевиков находятся десятки трофейных «Хаммеров» и пикапов «Форд Рейнджер».

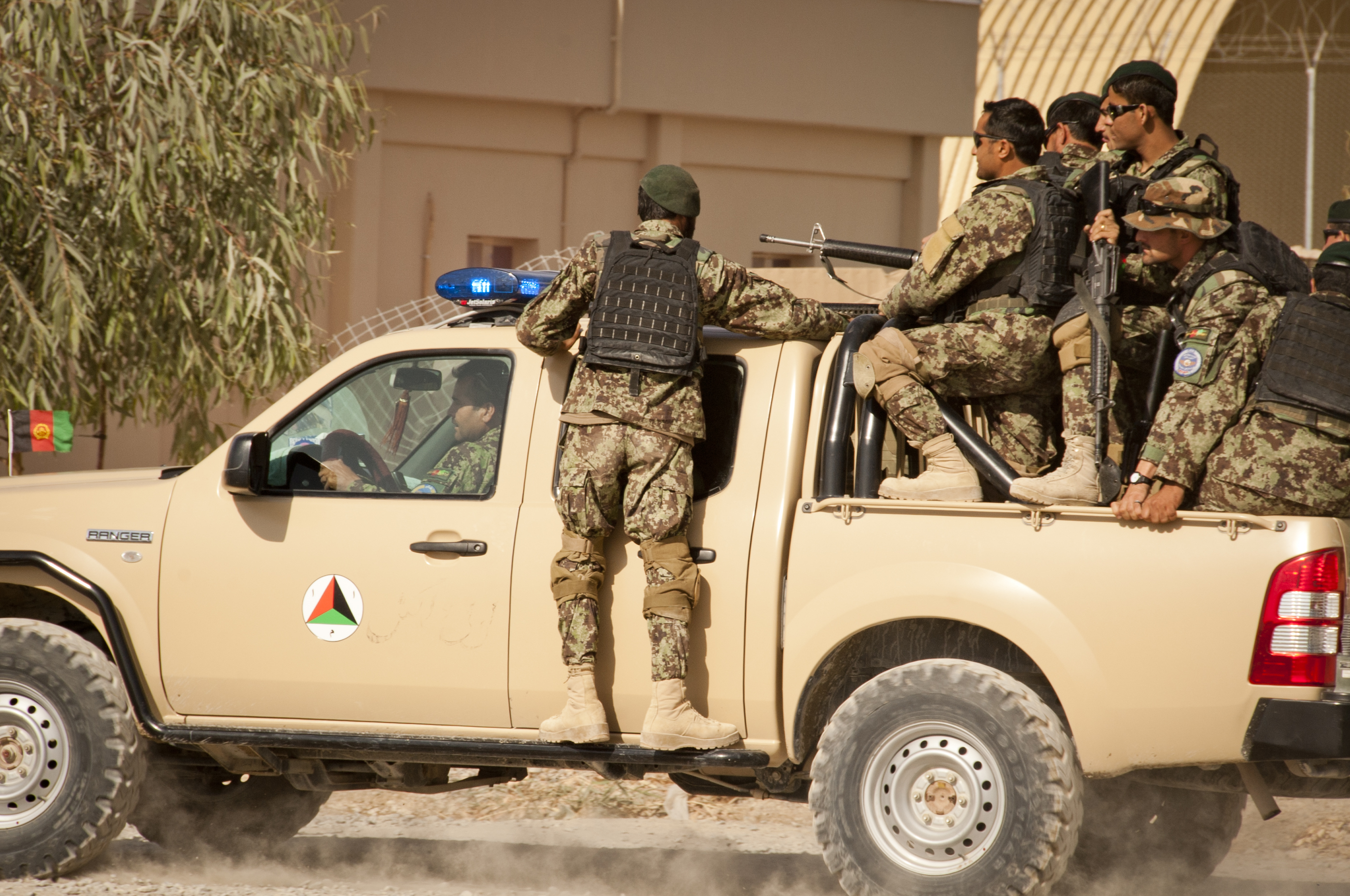
«Форд Рейнджер» афганских ВВС
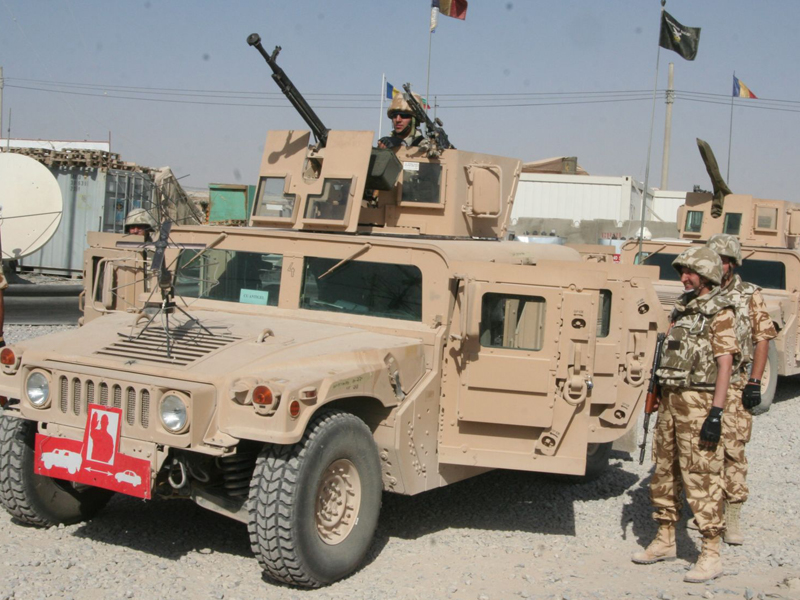
Румынский HMMWV с пулемётом ДШК

В 2017 году талибы были запечатлены с пистолетами Токарева ТТ-33, изготавливаемыми во многих странах по лицензии, АКМ или автоматами Тип 56.  В то же время спецназ талибов оснащён относительно недорогой тактической экипировкой производства КНР — разгрузочными жилетами, шлемами, наколенниками, налокотниками, солнцезащитными очками. При этом снаряжение не всегда подобрано грамотно с точки зрения потребностей боя. По мнению некоторых журналистов боевики используют его скорее для съемки пропагандистских материалов, чтобы отличаться от остальных отрядов «Талибана».
С середины 2018 года арсенал применяемого оружия стал расширяться: в роликах с тренировочной базы формирования замечены боевики, которые проходили обучение по стрельбе из ручного противотанкового гранатомёта Тип 69. Ряд талибов сфотографированы с пулеметами M249, на которых установлены тепловизионные прицелы Pulsar Apex LRF XQ50, и вариантами карабина М4 c прицелами ACOG.

## История
Точных данных о времени появления отряда на данный момент нет. Первые упоминания о некоем отряде «спецназа» появились в июне 2015 года, когда талибы опубликовали в соцсетях фотографии, якобы демонстрирующие тренировочный лагерь, где новобранцев обучали обращаться с крупнокалиберными пулеметами и зенитными орудиями. Согласно другим источникам, подразделение было сформировано в начале 2016 года в городе Сангин. В дальнейшем отряд расширил зону действий на весь Афганистан и стал применяться талибами для выполнения как наиболее важных и опасных задач.
Афганские военные официально подтвердили существование отряда только в августе 2016 года. Спустя несколько недель афганские власти возложили вину на талибских спецназовцев за серию нападений, в ходе которых в провинциях Кандагар и Фарах убиты десятки сотрудников правительственных сил.
В декабре 2015 года талибы объявили, что направляют свои силы специального назначения для уничтожения боевиков, связанных с террористической группировкой «Исламское государство», которая стала действовать на территории в Афганистане в том же году.
Отряд отличился в боях за Дарзабский район в июле—августе 2018 года, которые завершились значимой победой талибов над боевиками местного филиала ИГИЛ, именующего себя как «Вилаят Хорасан». К концу 2018 года подразделение действовало в провинциях Кундуз, Баглан и Фарьяб, оказывая поддержку наступлению талибов.
6 февраля 2020 года в результате ударов афганских ВВС в провинции Нангархар были убиты по меньшей мере 14 боевиков «Красного отряда».